# Achim Bornhak
Achim Bornhak dit Akiz est un réalisateur et scénariste allemand né le 3 janvier 1969.

## Biographie
Achim Bornhak commence comme projectionniste et étudie ensuite la réalisation à la Filmakademie Baden-Württemberg,. Deux de ses courts métrages, réalisés dans le cadre de ses études de réalisation, ont été nommés pour l'Oscar des étudiants.
En 1997, son premier long métrage, Die Nacht der Nächte - School's out (de), est produit pour la télévision. En 1999, le réalisateur s'installe à Los Angeles. Jusqu'en 2004, il met en scène des documentaires et des œuvres indépendantes. En 2006, il réalise son premier long métrage de cinéma, Das wilde Leben, qui est nommé dans deux catégories pour le Deutscher Filmpreis. En 2013, il a tourné sous le nom d'AKIZ le long-métrage Der Nachtmahr, qui a reçu plusieurs prix au festival Max Ophüls en 2016. Bornhak est également connu comme scénariste, sculpteur et artiste de rue.
Bornhak vit et travaille à Berlin.

## Filmographie

### Réalisateur de cinéma
- 1994 : Marianengraben
- 1996 : John und Lucie (court-métrage)
- 2007 : Das wilde Leben
- 2010 : Evokation (court-métrage)
- 2015 : Der Nachtmahr

### Réalisateur de télévision
- 1997 : Die Nacht der Nächte - School's out (de) (téléfilm)
- 1998 : Compte à rebours (Operation Noah) (téléfilm)
- 2012 : Frühling für Anfänger (de) (téléfilm)
- 2016 : Shakespeares letzte Runde (téléfilm)

## Distinctions
Sélection officielle au Festival des Busters 2017 pour Der Nachtmahr.